# Rhionaeschna diffinis
Rhionaeschna diffinis är en trollsländeart som först beskrevs av Jules Pièrre Rambur 1842.  Rhionaeschna diffinis ingår i släktet Rhionaeschna och familjen mosaiktrollsländor. IUCN kategoriserar arten globalt som livskraftig. Inga underarter finns listade i Catalogue of Life.